# Сражение у Тенедоса

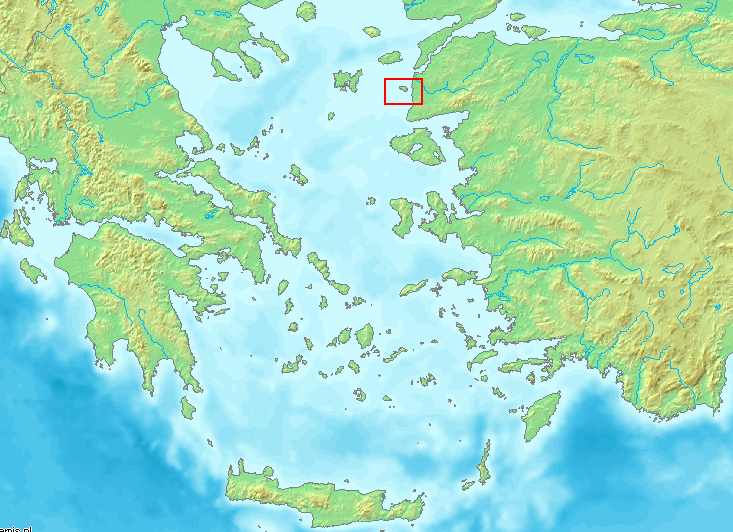
Тенедос

Сражение у Тенедоса — атака греческих брандеров на османский флот у острова Тенедос 28 октября (9 ноября) 1822 года, эпизод Освободительной войны Греции 1821—1829 годов.

## Предыстория
После неудавшейся попытки османского флота разрушить оплот греческого флота около островов Спеце и Идра (Сражение при Спеце 8 сентября 1822 года) османский флот ушёл на остров Крит и встал в бухте Суда. 8 октября турецкая армада снялась и направилась к Дарданеллам.
По пути сотня алжирцев высадилась на острове Миконос с целью захвата овец и коз для провианта, но подверглась атаке островитян под командованием предводительницы Миконоса, Манто Маврогенус. Армада не стала задерживаться на Миконосе и 15 октября прошла между островами Псара и Хиос. Встретив встречный ветер армада 16 октября встала на якорь на рейде острова Тенедос.

## Атака
Флот острова Псара, следивший за ходом армады, решил попытать счастья. Но после Хиоса (см. Хиосская резня), где брандеры подошли к турецкому флоту под австрийским флагом, турки не подпускали к себе неизвестные корабли, под какими бы флагами они не были. На этот раз псариоты послали 2 брандера под командованием капитана Георгиоса Врацаноса и капитана Константина Канариса. Брандеры шли под османским флагом. Более того и экипажи были одеты в турецкие одежды. Бриги капитана Калафатис и капитана Сарияннис, под флагами Псары, шли за ними, имитируя погоню, и на виду у османского флота обстреливали брандеры. Уловка удалась. Несколько османских кораблей снялись и отогнали бриги Калафатиса-Сариянниса, а брандеры Врацаноса-Канариса отдали якоря на стоянке турецкой армады.
Вечером 28 октября Канарис, пройдя первую (корветы и бриги) и вторую (фрегаты) линии направился к большим линейным кораблям, выбрав самый крупный и полагая, что это флагман. Как оказалось в дальнейшем, капудан-паша Кёсе Мехмет успел войти в Дарданеллы и Канарис шёл к кораблю капудан-бея (вице-адмирала) Ибрагима. При стоящем на якоре, носом к ветру, корабле Канарис намеревался закрепить брандер в носовой части турецкого судна, но в последний момент сообразил, что течения повернули его. «Не поколебавшись ни на минуту и достойными восхищения манёврами» Канарис развернул брандер, но манёвры выдали его.
Турки открыли огонь и уже под огнём Канарис закрепил брандер и поджёг его. Всего через 10 минут османский корабль взлетел на воздух. Из 800 членов экипажа выжили немногие. В числе выживших был и вице-адмирал Ибрагим, но по прибытии в Константинополь султан отнял у него голову.
Врацанос закрепил свой брандер на турецком фрегате, но совершил ошибку которой избежал Канарис. Врацанос закрепил брандер к носу фрегата, ветер отгонял пламя от корабля и туркам удалось открепить брандер.
Французский адмирал и историк Жюрьен де ла Гравьер писал:

«Только Канарис был безошибочен в этом виде атаки. Герой достойный стука сердца поэтов, моряк, которым никакой другой моряк не устанет восхищаться. Канарис в течение 6-ти только месяцев уничтожил 2 линейных корабля, утопив более 3 тыс. турок. Достаточно было одного его имени, чтобы целые флоты обращались в бегство».

В панике, и невзирая на непогоду, турецкие корабли снялись, ища спасение в Дарданеллах, и многие из них сели на мель у островков Мавриес. Жюрьен де ла Гравьер пишет, что в результате этой паники один турецкий корвет перевернулся, другой был оставлен экипажем и подобран в море через 5 дней, у Чесмы. Всё это и послужило причиной казни Ибрагима.
Шлюпки с экипажами Канариса и Врацаноса преследовались турецкими шлюпками до мыса Пориа и утром были подобраны греческими кораблями.